# Les Olympiades
Les Olympiades (bra: Paris, 13º Distrito) é um filme francês de 2021 dirigido e produzido por Jacques Audiard. Teve sua estreia mundial no Festival de Cinema de Cannes 2021 em 14 de julho. No Brasil, foi lançado nos cinemas pela California Filmes em 28 de abril de 2022, antes do lançamento, foi apresentado no Festival Varilux de Cinema Francês 2021.

## Recepção
Na França, o filme tem uma nota média de 3,7/5 no AlloCiné calculada a partir de 35 resenhas da imprensa. No agregador de críticas Rotten Tomatoes, que categoriza as opiniões apenas como positivas ou negativas, o filme tem um índice de aprovação de 83% calculado com base em 94 comentários dos críticos. Por comparação, com as mesmas opiniões sendo calculadas usando uma média aritmética ponderada, a nota é 6.90/10 que é seguida do consenso: "Audiard menor, mas envolvente, em Paris, 13th District, explora o amor milenar através de uma lente visualmente atraente que é parcialmente prejudicada por sua estrutura narrativa episódica". Já no agregador Metacritic, que calcula as notas usando somente uma média aritmética ponderada a partir das avaliações de 11 críticos que escrevem em maioria para a imprensa tradicional, o filme tem uma pontuação de 78 entre 100, com a indicação de "revisões geralmente favoráveis."